# Rhinestone Eyes
«Rhinestone Eyes» es el cuarto sencillo del álbum de estudio Plastic Beach de Gorillaz. Uno de los miembros de la banda ficticia, Murdoc Niccals, declaró lo siguiente acerca de «Rhinestone Eyes» en un comentario «canción por canción»:
«Fue grabado en mi pequeño submarino. Recorté un poco de cortes eléctricos y los agregue en este, con un poco de retraso que la anterior. Salió bastante bien, ¿no te parece?».

## Trasfondo
La banda tocó la canción en vivo, por primera vez en las salas de Wedgewood en Portsmouth, como parte del Escape to Plastic Beach Tour. La canción aparece en el videojuego «FIFA 11». La banda grabó un set en vivo en The Late Show con David Letterman el 8 de octubre de 2010. El set fue lanzado en el webcast del show, con «Rhinestone Eyes» que se reproducía en el programa principal. Inicialmente fue elegido como el cuarto sencillo de Plastic Beach como copias de promoción de la canción que fueron enviados a las emisoras de radio estadounidenses, sin embargo, fue cancelado a favor de la canción Doncamatic.

## Espectáculos en vivo
La banda tocó la canción en vivo por primera vez en las habitaciones Wedgewood en Portsmouth, el 21 de marzo de 2010. La canción se presentó en todos los shows de Escape to Plastic Beach Tour. La banda grabó un set para su misma canción —en vivo para el show, Late Show con David Letterman, el 8 de octubre de 2010. El set fue lanzado en la transmisión web, del mismo programa.
Gorillaz también interpretó la canción en los shows de su siguiente gira de Humanz.

## Guion gráfico
La canción contiene elementos de choques eléctricos, la canción inédita de Gorillaz, que se reproduce en la filmación para Zane Lowe en la BBC Radio 1. La canción está disponible en versión de storyboard del video musical, fue lanzado el 4 de octubre de 2010 vía YouTube y a través del canal de Gorillaz. El 31 de agosto de 2017, un fanático, llamado «richard van as», pública a través de YouTube toda la animación — con color, del storyboard, en el transcurso de 6 años, la banda comentó el emoji de Bro (👊), como buen trabajo.
El storyboard empieza con Russel y Noodle, estando en océano, rumban a la Plastic Beach —con Noodle montada en la parte superior de la cabeza de Russel—, (Russel transformado en gigante por comer animales radiactivos). Luego aparece el demonio, Boogieman, en la parte superior del Plastic Beach, apareciendo Murdoc y la Cyborg Noodle, mientras esta comienza a disparar a Boogieman; este corre, y se esconde detrás de una estatua semejante a la del álbum D-Sides. Luego este salta al océano, y luego a su barco; (2-D viendo esto, desde su habitación del Plastic Beach. Después se muestra un flashback, de los recuerdos de Boogieman; se presenta a unos hombres a caballo —que se representan como «los jinetes del apocalipsis», aparece Boogieman en un burro, y un misterioso hombre sin caballo— aparece, y le extiende su mano en señal de amistad — Boogieman también extiende su mano, y el hombre le aprieta la mano con fuerza; revelando que era Murdoc. Termina el flashback, y empieza con Boogieman en su barco siendo burlado por Murdoc. Cyborg Noodle aparece en el puerto de la isla disparando hasta la entrada con un arsenal de armas, sorprendiendo a todos los compañeros que colaboraron en Plastic Beach, estando ellos en la superficie de la isla. Entonces Boogieman en su barco convoca a los colaboradores de Gorillaz en sí, (entre ellos el propio Damon); destinados a atacar con aviones a la Plastic Beach, —(con quien este ahí). Entonces los colaboradores atacaban el área de la isla —de arriba; donde estaba Murdoc, mientras él se esconde bajo una habitación del Plastic Beach, donde estaba un calamar, pero la habitación solo termina explotando. 2-D estando en su habitación, — ve a una ballena que iba hacia él; él se coloca su máscara, para «Morir con Dignidad». Cyborg Noodle atacando y protegiéndose a la vez, estando a la par de una palmera de la superficie de la isla; pero ella comienza a fallar, y los colaboradores compañeros se asombran. Mientras la ballena atacaba la habitación; — Russel impide la posible muerte de 2-D, lanzando la ballena hacia el avión de un colaborador de Boogieman; mientras él comía un helado, terminando el avión y él cayendo hacia el océano. Russel y Noodle estando ya en Plastic Beach, — Cyborg Noodle y los compañeros colaboradores se asombran del enorme tamaño de Russel, él abriendo la boca, sale Noodle; quitándose la máscara, revelando sus cicatrices alrededor de su ojo derecho, por el accidente de la Fase 2.

## Lista de canciones
CD promo
1. «Rhinestone Eyes» – 3:20
2. «Rhinestone Eyes» (Instrumental) – 3:20

## Personal
- Damon Albarn — voces, sintetizadores, guitarra, bucles sampleados, programación de batería, producción
- Jason Cox — bajo, producción adicional
- Gabriel Maurice Wallace — percusión